# Valle de Tehuacán

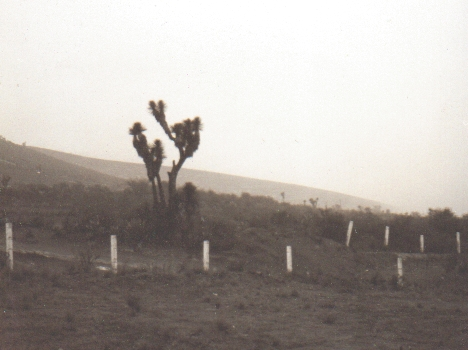
Paisaje del valle de Tehuacán.

EL  valle de Tehuacán es una planicie localizada en el sureste del estado de Puebla (México). Está limitado al norte por el valle de Tepeaca; al sur, termina en la Cañada de Cuicatlán; al poniente está separado de la Mixteca por la sierra de Zapotitlán, y al oriente, la sierra de Tehuacán lo separa de la Sierra Negra y el Citlaltépetl. 

## Biodiversidad
El valle se caracteriza por la sequedad de su clima. Con un promedio anual de lluvia bastante reducido, el valle tehuacanero alberga principalmente especies vegetales y animales propias de tierra caliente y seca. 
Numerosos son los endemismos de la región, y dado que el nivel de modificación de la región natural por parte del hombre ha sido bastante reducido, ha sido declarado área natural protegida, como parte de la Reserva de la Biosfera Tehuacán-Cuicatlán. 

## Hidrografía
El valle de Tehuacán forma parte de la cuenca hidrológica del río Papaloapan, y es surcado por ríos como el Tehuacán, el Zapotitlán, el Zapoteco entre otros. 

## Domesticación del maíz
Alrededor de ocho milenios antes del presente, el valle de Tehuacán fue uno de los focos primigenios de la domesticación del maíz.
Indicios de los procesos que llevaron a los mesoamericanos a dominar el cultivo de ese cereal que hoy día sigue siendo de vital importancia para los habitantes de la región, se han encontrado en la cueva de Coxcatlán, Ajalpan y otros sitios de la zona. 
Esto ha sido posible porque el clima de Tehuacán es tan seco que impidió la descomposición de los xilotes de los primeros maíces cultivados en la zona.
Durante la etapa lítica fue, en los más antiguos tiempos de la ocupación humana en Puebla, uno de los sitios más importantes que comienza con la llegada del hombre a México (alrededor del año 30 000 a. C.) y concluye hacia el 7000 a. C., con los primeros indicios de agricultura, el valle de Tehuacán fue el escenario del desarrollo de un grupo humano que con el tiempo habría de convertirse en uno de los primeros cultivadores del maíz en Mesoamérica. 
Los indicios más antiguos de la presencia humana en Puebla provienen de El Riego, fechados con carbono 14 en el año 20 000 a. C.